# Mira Banjac
Mirjana Banjac (serb. Мира Бањац; ur. 4 listopada 1929 w Erdeviku w Wojwodinie) – serbska aktorka teatralna, filmowa i telewizyjna.
Urodziła się we wsi Erdevik w Sremie – stamtąd pochodziła jej matka; jej ojciec był synem sremskich emigrantów, większość życia spędził w amerykańskim Detroit i w Erdeviku pojawił się w wieku 21 lat. Małżeństwo było aranżowane, jej rodzice wcześniej się nie znali, a jej ojciec nie znał serbskiego. Cztery lata po jej urodzeniu jej ojciec wrócił do USA z zamiarem ściągnięcia rodziny, jednakże wujkowie Miry nie pozwolili na wyjazd kobiet.
W trakcie II wojny światowej, mimo nieletniości, dołączyła do sekcji kulturalnej Pierwszej Brygady Proletariackiej Narodowej Armii Wyzwolenia Jugosławii.
Dostała się do państwowej szkoły muzycznej w Nowym Sadzie, którą ukończyła w 1950 roku. W związku z przeniesieniem całej jej klasy dekretem do Sremskiej Mitrovicy w tamtejszym teatrze grała swoje pierwsze role w latach 1949–1951. W tym czasie uczęszczała do szkoły teatralnej w Nowym Sadzie. W latach 1953–1955 grała w teatrze narodowym w Banja Luce, po czym przeniosła się do Serbskiego Teatru Narodowego w Nowym Sadzie. Tam była stałą członkinią składu do 1970 roku, gdy przeniosła się do Atelier 212 w Belgradzie.
Karierę telewizyjną rozpoczęła w 1964 roku filmem Bitwa na Kosowym Polu (Boj na Kosovu) w reżyserii Jovana Konjovicia.

## Nagrody i odznaczenia
Laureatka licznych miejscowych nagród, w tym Złotych Aren w Puli i nagrody miasta Zagrzeb. W lutym 2020 roku została przez prezydenta Aleksandara Vučicia odznaczona złotym orderem zasługi.

## Wybrana filmografia[4]
- Hitler z naszej ulicy (Hitler iz naseg sokaka, 1975)
- Stróż plaży w sezonie zimowym (Cuvar plaze u zimskom periodu, 1976)
- Nie wychylać się (Ne naginji se van, 1977)
- Czy pamiętasz Dolly Bell? (Sjecas li se, Dolly Bell, 1981)
- Połów w mętnej wodzie (Lov u mutnom, 1981)
- Kapryśne lato '68 (Varljivo leto '68, 1984)
- Bałkański szpieg (Balkanski špijun, 1984)
- Urok rozpusty (Lepota poroka, 1986)
- Piękne wsie pięknie płoną (Lepa sela lepo gore, 1996)
- Beczka prochu (Bure baruta, 1998)
- Miesiąc miodowy (Muajt e mjaltit, 2009)
- 72 dni (Sedamdeset i dva dana, 2010)
- Kiedy wstanie dzień (Kad svane dan, 2012)
- Requiem dla pani J (Rekvijem za gospodju J, 2015)
- Słońce w zenicie (Zvizdan, 2015)